# Remediação de áreas
A remediação de áreas comprovadamente contaminadas visam, por meio da Engenharia ambiental e da Química Ambiental:
Retirar e/ou atenuar a concentração do contaminante em solo ou água subterrânea, com o emprego de diversos métodos de engenharia, para que a concentração seja reduzida a limites pré-determinados na Avaliação de Risco a Saúde Humana ou leis vigentes.
Dentre os métodos de remediação podemos citar: a Biorremediação; Escavação, Remoção e Destinação do solo; Bombeamento e Tratamento das água subterrânea (Pump and Treat); Extração Multifásica (Biosplurping e MPE); Extração de Vapores do Solo; Injeção de Ar (Air Sparging); Barreiras Reativas Permeáveis (PRB's); Estabilização; Tecnologias Térmicas (Thermal Enhanced); Oxidação Química in-situ, e Redução Química in-situ (ISCR), dentre outras.
Podemos detalhar as técnicas supracitadas como segue:
Biorremediação - Utilização de microorganismos na degradação de contaminantes em solo e água subterrânea. Microorganismos estes que podem ser adicionados ao meio ou estimulados ao crescimento por meio de adição de nutrientes;
Escavação, Remoção e Destinação do solo - Consiste na substituição de solo contaminado por solo limpo, que é escavado e destinado para tratamento adequado. Como formar de destinação adequada podemos citar co-processamento, disposição final em aterro classificado, incineração entre outras;
Bombeamento e Tratamento (P&T) - Utiliza sistema provido de bombas, elétrica ou pneumáticas, para captação das águas subterrâneas impactadas com tratamento adequado para os compostos de interesse. O bombeamento e tratamento também pode ser utilizado como espécie de barreira de contenção (linha de poços de bombeamento conhecida como barreira hidráulica), que altera as codições hidrológicas do local e impedindo que a contaminação siga o fluxo subterrâneo natural;
Extração Multifásica - Utiliza sistema de extração a vácuo que capta as fases: líquida, vapor e dissolvida presentes no solo e água subterrânea. Esta técnica é mais utilizada na remediação de hidrocarbonetos do petróleo, e promove a extração simultânea dos combustíveis (gasolina, diesel e etc.), dos vapores orgânicos voláteis (VOC's) presentes na zona não saturada do solo e também da fase dissolvida nas águas subterrâneas. A extração multifásica promove um efeito secundário na área contaminada uma vez que a extração a vácuo promove uma circulação de ar forçada na zona não saturada do solo estimulando por sua vez as atividades bacterianas aeróbias (Biorremediação);
Extração de Vapores do solo - Promeve a extração, a vácuo, dos contaminantes voláteis presentes na camada não saturada do solo concomitante ao estimulo das atividades bacterianas aeróbias;
Injeção de Ar (Air Sparging) - Utiliza o insuflamento de ar ou oxigênio na zona saturada do solo com o objetivo de promover uma espécie de "stripping" na água subterrânea e desprendendo os composto orgânicos voláteis a serem captados em superfície geralmente por sistema de Extração de Vapor. A injeção de ar no solo também promove a biodegradação dos contaminates Biorremediação pela atividade bacteriana aeróbia;
Barreiras Reativas Permeáveis (PRB's) - Consiste na criação de barreira física a jusante da pluma de contaminação que têm como objetivo "filtrar" os contaminantes que atravessam a mesma e promovem o tratamento por meio de reações químicas e/ou biológicas;
Estabilização - Utiliza a adição de compostos químicos ao solo e água subterrânea que por meio de reações químicas estabilizam ou modificam quimicamente os contaminantes tornandO-os menos perigosos a saúde humana. Dentre os contaminantes que podem ser estabilizados podemos citar os metais pesados como chumbo, cádmio, mercúrio, arsênio entre outros;
Tecnologias Térmicas (Thermal Enhanced) - Utiliza o calor como forma de remediar compostos orgânicos persistentes ao meio, como borras de óleo e compostos clorados de difícil biodegradação. O calor utilizado objetiva a redução da pressão de vapor dos contaminantes, redução da viscosidade, tensão superficial e aumento da solubilidade da maioria dos compostos, além de acelerar o processo de Biorremediação. Esta técnica geralmente é empregada concomitante a outras tecnologias para captação dos contaminates desprendidos no aquecimento tais como Extração Multifásica, Extração de Vapores e Bombeamento e Tratamento. As formas mais conhecidas que utilizam o emprego do calor no solo e água subterrânea são: a Injeção de Vapor de Água, Injeção de Ar Quente, Aquecimento por Radio-frequência; Aquecimento por Eletrodos e por Resistência Elétrica;
Oxidação Química - Uma das téncicas mais inovadoras e emergentes para remediação de áreas contaminadas, que utiliza compostos químicos altamente oxidantes, como Peróxido de Hidrogênio, Permanganato de Potássio entre outros. A sua aplicação no solo e água subterrânea promove reação química de oxi-redução dos composto orgânicos transformando-os em água, gás carbnonico e sais.
Redução Química in-situ (ISCR) - Esta técnica combina a atuação de fonte de carbono com ferro zero valente(ZVI), que juntas proporcionam um ambiente extremamente redutor na qual degrada rapidamente composto antes de difícil degradação em curto espaço de tempo, como por exemplo, composto orgânoclorados, pesticidas, herbicidas e até mesmo explosivos. O princípio de reação desta técnica também é utilizado na estabilização de metais pesados.
O método a ser empregado dependerá de fatores físicos, geológicos, hidrogeológicos, bioquímicos e espaço físico para seu desenvolvimento. Além de fatores socio-econômicos tais como riscos a saúde humana, viabilidade econômica e legislações ambientais vigentes.